# サン・フィリッポ・デル・メーラ
サン・フィリッポ・デル・メーラ（イタリア語: San Filippo del Mela, シチリア語: Santu Filippu または San Fulippu）は、イタリア共和国シチリア州メッシーナ県にある、人口約7,000人の基礎自治体（コムーネ）。

## 地理

### 位置・広がり

#### 隣接コムーネ
隣接するコムーネは以下の通り。
- メリ
- ミラッツォ
- パーチェ・デル・メーラ
- サンタ・ルチーア・デル・メーラ

## 行政

### 分離集落
サン・フィリッポ・デル・メーラには、以下の分離集落（フラツィオーネ）がある。
- Olivarella, Cattafi, Corriolo, Archi